# MASSIVE WONDERS
MASSIVE WONDERS，是水树奈奈第16张单曲，2007年8月22日发售，商品編号KICM-1211。

## 作品概要
- 本作是2007年4月发行的上张单曲SECRET AMBITION的延续。同名主打歌是电视动画《魔法少女奈叶StrikerS》的第二期主题曲。「MASSIVE WONDERS」很好的体现了动画中的世界观。
- 同时收录了《魔法少女奈叶StrikerS》的插曲「Pray」。
- 2007年8月24日的第863回FRIDAY SUPER COUNTDOWN 50中，以声优的身份，获得个人单曲初登场第一位的排名。上一次有声优获得这一排名是乐团TWO-MIX的第七张单曲TRUE NAVIGATION[1]。
- 作词由水树本人担任，作曲、編曲则由矢吹俊郎担任。這是矢吹自从2003年的单曲still in the groove以来第一次担任水樹的單曲的作、编曲。
- 在2007年9月8日播出的第257回日本每周动漫歌曲排行榜中，获得排名第一位的成绩。之后一直到2007年12月1日的第269回节目为止，连续13周蝉联排名该排行榜第一位的成绩。同时，该记录打破了堀江由衣的单曲连续10周排名第一位的记录。此歌也是该排行榜2007年度年终排名第一位的歌曲。
- Oricon公信榜上 最高排名为周排名第四位的成绩，首日卖出的数量，刷新了由上张单曲SECRET AMBITION创造的，自己的音乐单曲在首日卖出数量的最高记录[2]。

## 收录曲
1. MASSIVE WONDERS
  - 作词：水树奈奈、作曲・编曲：矢吹俊郎
  - 电视动画《魔法少女奈叶StrikerS》第二期主题曲（OP2）
  - 日本电视台节目8月份片尾曲（ED）
  - 收录于第七张个人专辑GREAT ACTIVITY中
  - 收录于个人专辑THE MUSEUM II中
2. Happy Dive
  - 作词：Bee'、作曲・编曲：藤田淳平（Elements Garden）
  - 日本电视台节目8月份片尾曲（ED）
3. Pray
  - 作词：Hibiki、作曲・编曲：上松範康（Elements Garden）
  - 电视动画《魔法少女奈叶StrikerS》插曲
  - 收录于个人专辑THE MUSEUM II中
4. MASSIVE WONDERS (without NANA)
5. Happy Dive (without NANA)
6. Pray (without NANA)

## 相关项目
- 水树奈奈
- 魔法少女奈叶StrikerS